# José Freire de Andrade
José Freire de Andrade (ilha de São Miguel, Açores Portugal — ilha de São Miguel). 
Foi um militar português. Foi-lhe concedida a mercê de uma companhia de entertenidos, na ilha de São Miguel em 21 de Junho de 1647, sendo-lhe estabelecido ordenado de 80$000 réis anuais. (moeda da altura). Em 26 de Fevereiro de 1654; foi-lhe atribuída a mercê do hábito da Ordem de Cristo com a pensão de 50$000 réis.
Mais tarde foi sargento-mor, na ilha de São Miguel cargo que lhe foi atribuído em 24 de Novembro de 1659.
Em 22 de Outubro de 1665 foi-lhe atribuído para pagamento desse cargo o ordenado de 70$000 réis.